# Puma pardoides
Puma pardoides (євразійська пума) — вид доісторичних вимерлих хижаків з родини котових (Felidae). Довгий час цей вид поміщався у рід Пантера. Однак недавні дослідження показали, що цей вид повинен бути віднесений до роду пума. На підставі морфологічних досліджень і відкриттів пумоподібних котових на Піренейському півострові, вчені вже дійшли до висновку, що вид P. pardoides був тісно пов'язаний з P. concolor, що підтримує теорію походження лінії Puma з Євразії.

## Історія дослідження

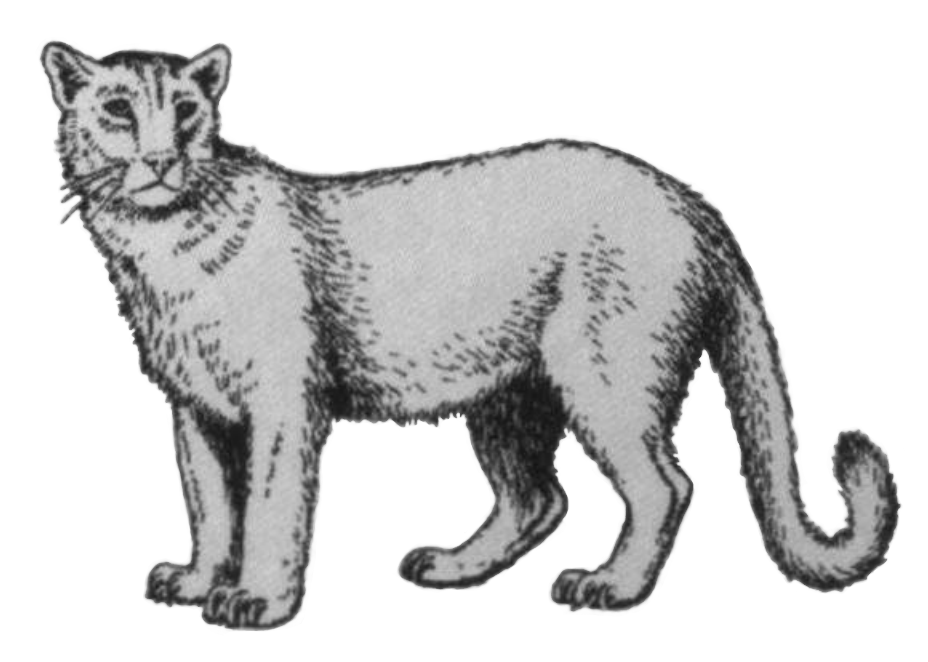
реконструкція зовнішнього вигляду

Вперше вид був описаний у 1846 році під назвою Felis pardoides за знайденими в Англії рештками. Вид жив у часи 2.1–0.8 млн років до н.е. Скам'янілості знайдені в Європі, Грузії та Монголії. Розміри цих пум були такі ж або трохи більші ніж у сучасних пум. Типовими жертвами, ймовірно, були малі та середні копитні, такі як олень Cervus nestii, сарни (Capreolus) і вепр (Sus scrofa). Коли прийшли деякі інші великі кішки знайдені в Європі (європейський ягуар і великі шаблезубі кішки родів Megantereon і Homotherium), євразійська пума, звичайно, поступилася.